# Krakkó főtere

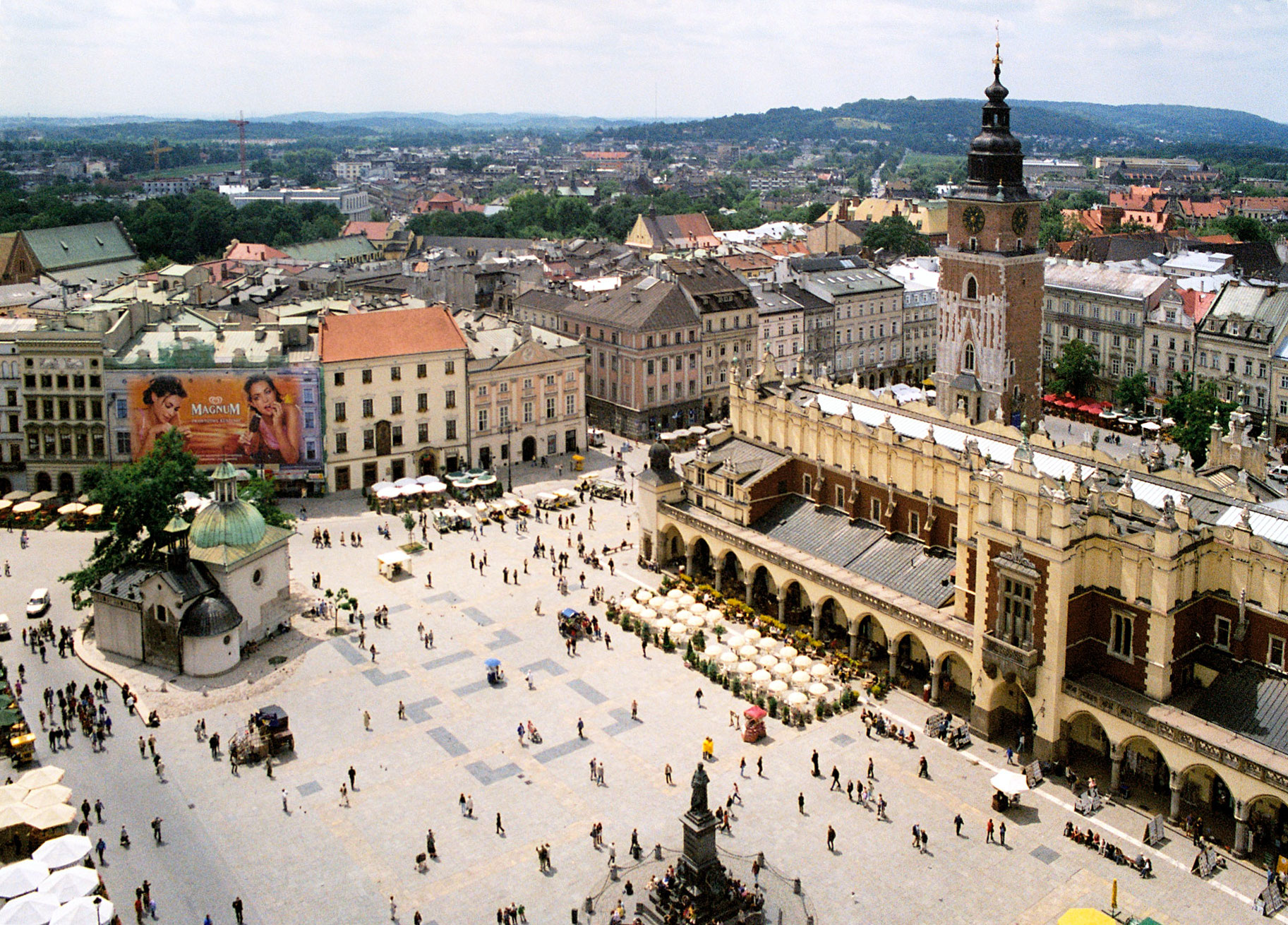
Látkép a Mária-templomból. Balra a Szent Adalbert-templom, jobbra a Posztócsarnok és a Városháza-torony, középen, alul az Adam Mickiewicz-emlékmű

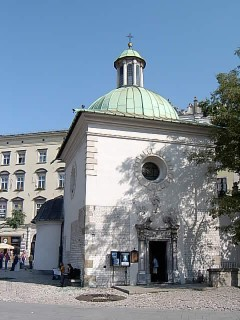
Szent Adalbert-templom

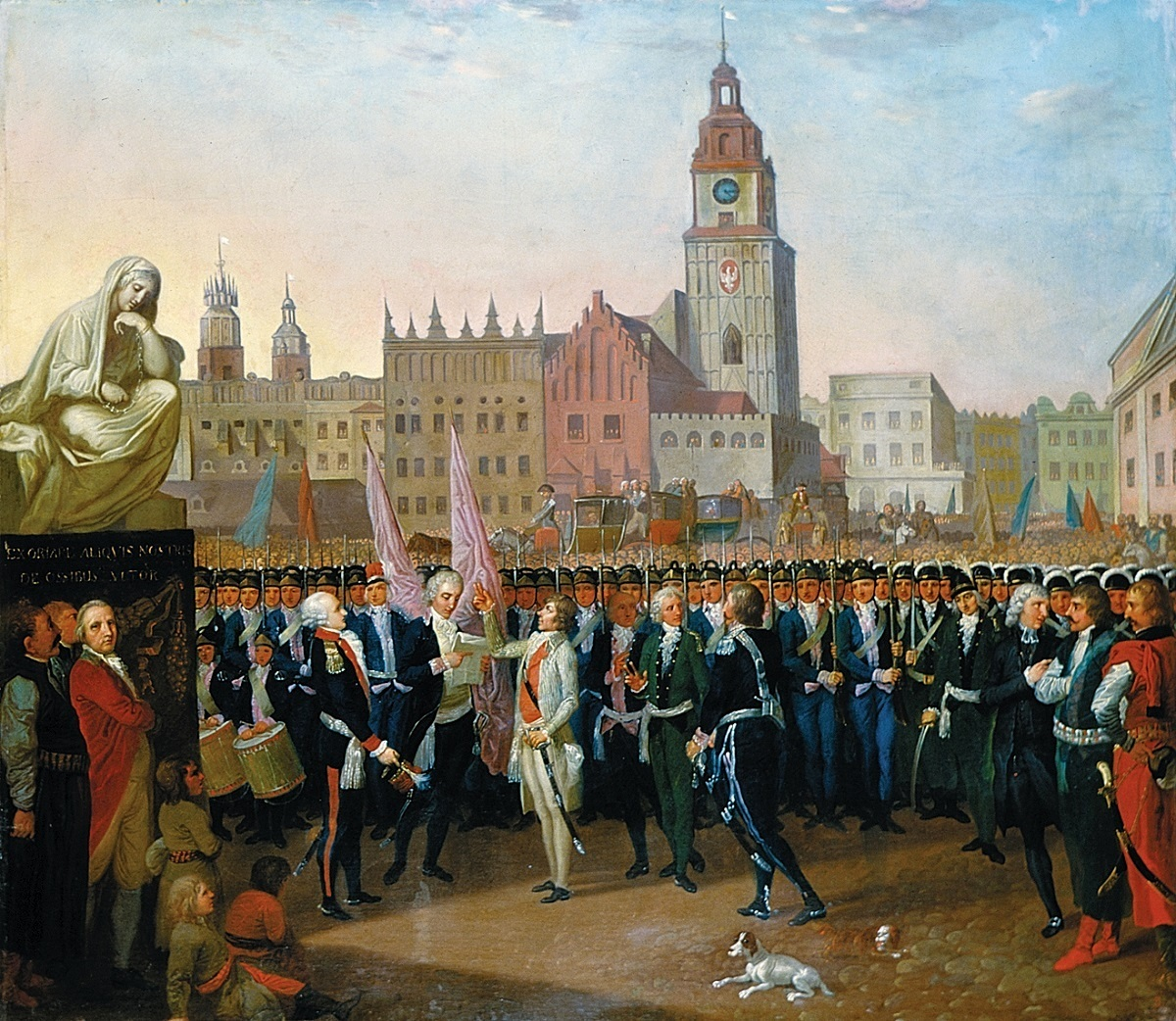
Kościuszko eskütétele a Ryneken. Franciszek Smuglewicz 1797-es festménye

Krakkó főtere (lengyelül: Rynek Główny w Krakowie vagy Rynek Krakowski – Krakkó piactere) Krakkó történelmi központjának fő tere. Története a 13. századig nyúlik vissza, és 200×200 méteres kiterjedésével a legnagyobb középkori főtér Európában. Látnivalói közé tartozik a kéttornyú Mária-templom (Kościół Mariacki), a Szent Adalbert-templom (Kościół św. Wojciecha) és a Posztócsarnok (Sukiennice).

## Története
A Rynek Głównyt 1257-ben tervezték, amikor a város megkapta a magdeburgi jogokat Krakkó fejedelmétől, Szemérmes Boleszlávtól. Hatalmas méretének célja az volt, hogy piachelyet biztosítson a Krakkón áthaladó kereskedők számára. Krakkó akkoriban a Lengyel Királyság (1138–1320) fővárosa volt. 40 000 m²-es területével évszázadokon át a legnagyobb vásártér és főtér volt Európában.
A tér Lengyelország számos történelmi eseményének szemtanúja volt. 1525. április 10-én I. Albert porosz herceg letette a hűbéri esküt I. Zsigmond lengyel király előtt. 1794. március 24-én Tadeusz Kościuszko itt jelentette be a felkelés kezdetét és állt a lengyel fegyveres erők élére.

## Fekvése
A tér a város történetének kezdeteitől fogva városközpontnak számított. A királyi úton fekszik a Barbakán és a Wawel között, melyen koronázáskor, temetések vagy más alkalmak során díszes menetek vonultak végig.
Régi téglaépületek (kamienicák) és paloták veszik körül. Csaknem mindegyikük több száz éves, s általában turisztikai célokat szolgálnak. A legrégebbi létesítmények közül igen híres a Wierzynek-ház, az ősrégi Wierzynek patríciuscsalád otthona, melynek az emeletén található a Wierzynek étterem. Hírnevét az 1364-es krakkói királytalálkozó alkalmával rendezett lakoma óta őrzi, mely huszonegy napig tartott, és jelen volt rajta Nagy Kázmér lengyel, IV. Károly cseh, I. Péter ciprusi, Valdemár dán és I. Lajos magyar király, továbbá lengyel hercegek. Nem messze tőle áll a Bárányokhoz palota, mely Báthory István erdélyi fejedelem és lengyel király, Bekes Gáspár és Wesselényi Ferenc tulajdonában is állt. A házon bronztábla őrzi Balassi Bálint emlékét.
A tér nevezetessége a Posztócsarnok (Sukiennice). A reneszánsz vásárcsarnok a város szimbóluma. Jelenleg az árkádok alatt rengeteg kis bazár sorakozik az aranyművesektől kezdve a fafaragókig. Emelete a Czartoryski család által alapított, a Nemzeti Múzeumhoz tartozó képcsarnoknak ad otthont. A galériában többek között Jan Matejko nagyméretű történelmi festményei vannak kiállítva, pl. a Porosz hódolat, melynek témája épp a téren játszódó egyik esemény. Az épületben kapott helyet a Nemzeti Kulturális Központ.
A Posztócsarnok közelében, a tér északkeleti sarkában áll a téglagótika alkotása, a 14. században épült, felemás tornyú Mária-templom (Kościół Mariacki vagy Kościół Najświętszej Panny Marii). Műremek szárnyas oltárát a nürnbergi fafaragó művész, Veit Stoß (lengyelül Wit Stwosz) építette. Az igen gondosan helyreállított épület kívül egyszerűségével, belül freskókkal gazdagon díszített magas, karcsú hajóival nyűgözi le a látogatót. Egyik tornyából óránként felhangzik az 1241-es tatár támadás emlékét őrző harsonaszóló, a hejnał. A templom mellett terült el a Régi Mária temető, amelynek még ma is látható néhány nyoma, és itt áll az egykori temetőkápolna helyén a jezsuita Szent Borbála-templom.
A főtéren található másik templom, a kis középkori Szent Adalbert-templom (Kościół św. Wojciecha) a lengyelországi román kori építészet egyik legrégebbi emléke. A 13. századi városháza tornya mellől a városházát a 19. században elbontották, de földalatti pincerészében mindmáig megtekinthetők az egykori kínzókamrák.
Adam Mickiewicz 1898-as emlékműve kedvelt találkahely a főtéren.
Kialakítása óta a piactér szintje emelkedett, néhány helyen 5 méternél is többel. A tér szintje alatt óriási pincerendszer húzódik, melyek közül a leghíresebb a Piwnica pod Baranami („Bárányhoz címzett pince”). Az alagsorok egy részében kávézókat és éttermeket alakítottak ki, de nevezetes még a Maszkaron színház és a Szent Adalbert-templom alatt elhelyezkedő kis régészeti múzeum. A pince szinten az épületek egy részét járat köti össze, például a régi városházát és Posztócsarnokot. Magához a Posztócsarnokhoz is tartozik egy kevesek által ismert, 100 méter széles és 5 méter magas földalatti vásárcsarnok, melyben 2010 októberétől ultramodern múzeum kelti életre a középkori Krakkó városát. A Rynek melletti Sienna utcában található egy másik földalatti csarnok (Kramy Bogate), ennek kb. 1200 m² a területe.
Más városok főteréhez hasonlóan Krakkó főterén is jelentős szirtigalamb-populáció él.

## Események
A téren gyakran tartanak nyilvános eseményeket, fesztiválokat; ilyen a minden évben megrendezett karácsonyi gálakoncert és a legnagyobb lengyel újévi rendezvényt is itt tartják.

## Díjak
2005 decemberében a krakkói Rynek Główny nyerte el a „Világ legnagyszerűbb tere”-díjat a Project for Public Spaces-től.

## Külső hivatkozások
- A tér nagy felbontású fényképe a Google Mapsen

## Fordítás
- Ez a szócikk részben vagy egészben a Main Market Square, Kraków című angol Wikipédia-szócikk ezen változatának fordításán alapul.  Az eredeti cikk szerkesztőit annak laptörténete sorolja fel. Ez a jelzés csupán a megfogalmazás eredetét és a szerzői jogokat jelzi, nem szolgál a cikkben szereplő információk forrásmegjelöléseként.